# كمال ناصري
كمال ناصري سياسي جزائري، عينه الرئيس عبد المجيد تبون وزير السكن والعمران والمدينة منذ 2 يناير 2020 بحكومة جراد خلفا لكمال بلجود.

## نشأته ودراسته

### نشأته
ولد كمال ناصري بتاريخ 17 فبراير 1961 ولاية الجزائر.

### دراسته
حاصل على عدة شهادات منها:
- شهادة مهندس دولة في البناء تخصص هياكل (يونيو 1986).

## المناصب التي تولاها
تقلد عدة مناصب منها:
- وزير السكن بحكومة جراد 2 يناير 2020.
- مدير عام للسكن بوزارة السكن والعمران والمدينة (2014 - مارس 2019).
- أمين عام بوزارة السكن والعمران والمدينة سنة 2019.